# Hatzegopteryx thambema
Hatzegopteryx («крило басейну Хацег») — рід птерозаврів-аждархід, був описаний о 2002 р., на основі частин черепа та плечової кістки. Жила ця тварина на території сучасної Румунії. Відомий лише за типовим видом Hatzegopteryx thambema, названим Buffetaut et al. у 2002 році на основі частин черепа та плечової кістки.
Хацегоптерикс населяв острів Хацег, розташований в крейдових субтропіках у доісторичному морі Тетіс. За відсутності великих тероподів, Hatzegopteryx, ймовірно, був найвищим хижаком острова Хацег, який полював на пропорційно більшу здобич (включаючи карликових титанозаврів та ігуанодонтів), ніж інші аждархіди.

## Опис

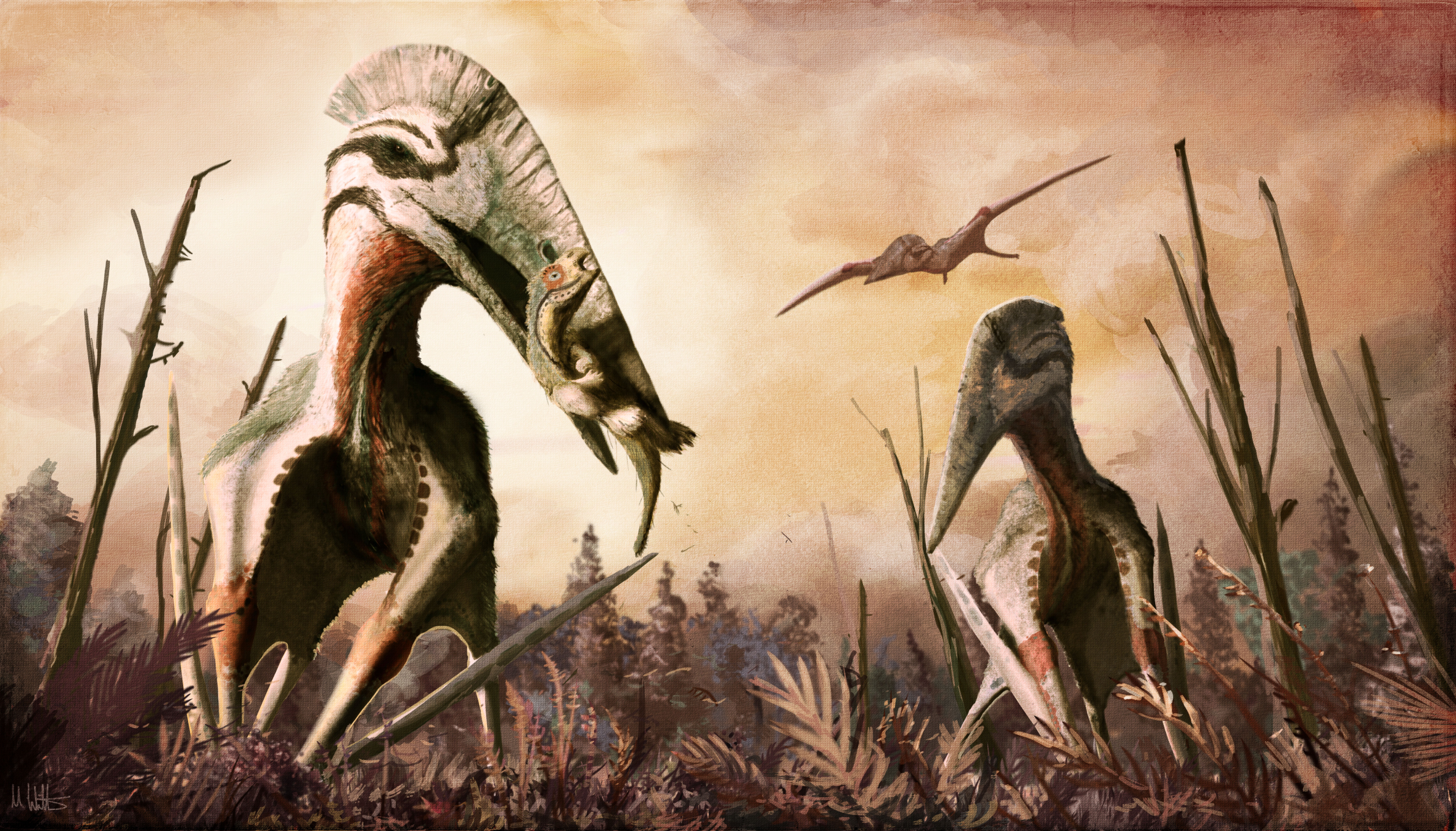
Hatzegopteryx полює на орнітопода Zalmoxes.

### Череп
Череп Hatzegopteryx був гігантським, з орієнтовною довжиною 2,5 метри, що робить його одним з найбільших черепів серед не морських тварин. Череп був розширений ззаду і мав ширину 0,5 метра уздовж квадратних кісток. У той час як більшість черепів птерозаврів складаються з грацильних пластин і стійок, у Hatzegopteryx черепні кістки міцні та товсті, з великими гребенями, що вказують на сильні м'язові прикріплення. У 2018 році Mátyás Vremir дійшов висновку, що Hatzegopteryx, ймовірно, мав коротший і ширший череп, довжину якого він оцінив у 1,6 метра, і він також оцінив, що його розмах крил був меншим, ніж в інших, на 8 метрів.

## Живлення

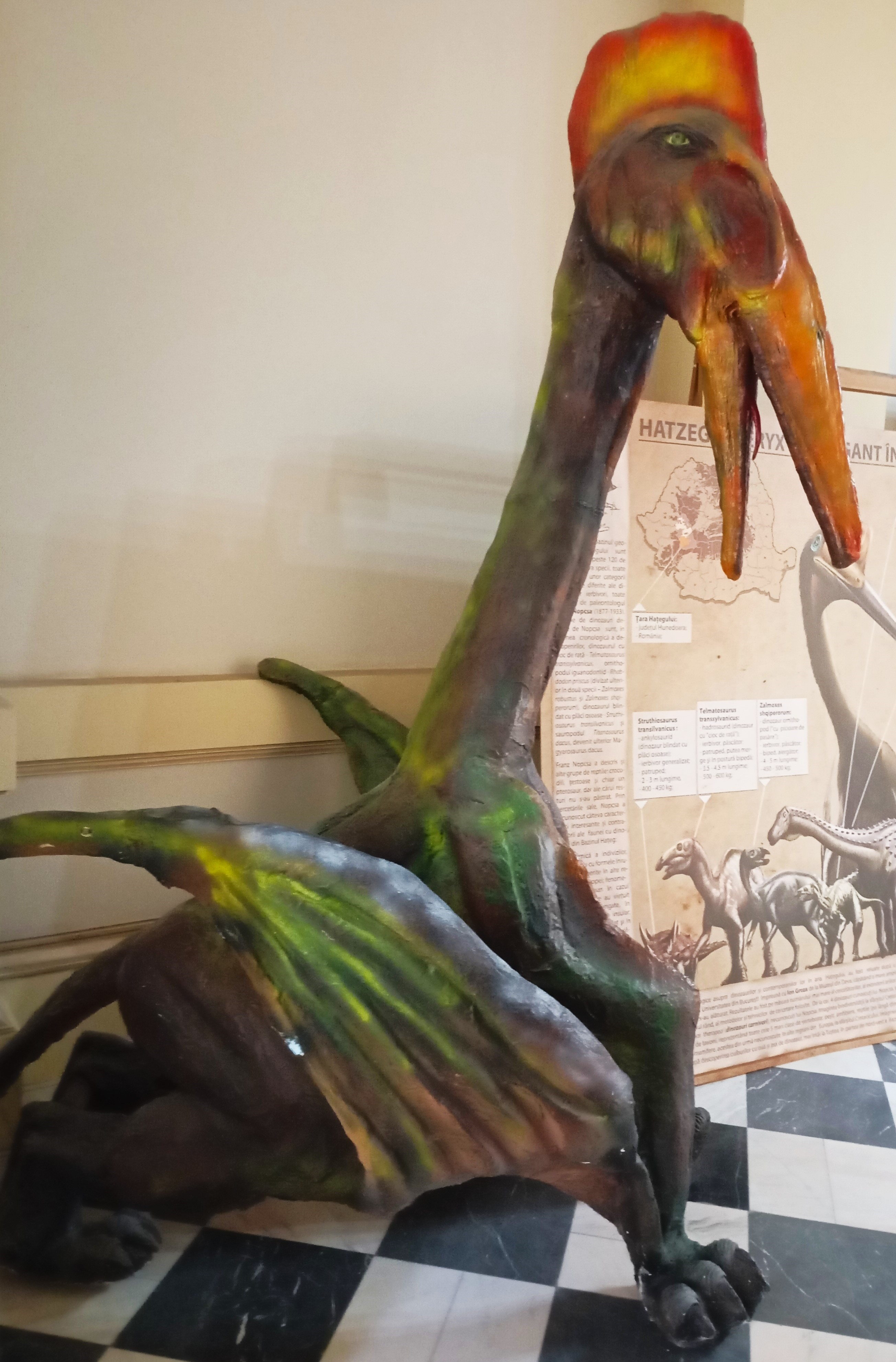
Hatzegopteryx. Реконструкція зовнішнього вигляду. Музей Геології, Бухарест

Як і всі птерозаври-аждархіди, хацегоптерикс, ймовірно, був наземним хижаком-генералістом. Він значно більший за будь-якого іншого наземного хижака з маастрихтської Європи. Через його великі розміри в середовищі, де домінували острівні карликові динозаври (в регіоні не було великих хижих тероподів), було висловлено припущення, що хацегоптерикс відігравав роль найвищого хижака в екосистемі острова Хацег. Зміцнена анатомія Hatzegopteryx дозволяє припустити, що він міг впоратися з більшою здобиччю, ніж інші аждархіди, в тому числі з тваринами, занадто великими, щоб проковтнути їх цілими. Тим часом інші гігантські аждархіди, такі як Arambourgiania, ймовірно, замість цього харчувалися б дрібною здобиччю (розміром до людського зросту), включаючи дитинчат або дрібних динозаврів і яйця.
Він міг полювати на таких тварин як; Magyarosaurus, Balaur, Zalmoxes, Tethydracos та можливо на ссавців та крокодилів.